# Saint Alkmund's Way Footbridge
Saint Alkmund's Way Footbridge je most přes silnici A601 (tzv. Saint Alkmund's Way) v anglickém městě Derby. Na začátku a konci mostu jsou sochy cívek, inspirované zdejším průmyslovým muzeem, které se nachází v budově bývalé přádelny hedvábí.

## Historie a popis
V roce 2007 pověřila rada města Derby specialistu na veřejné umění Dennise O’Connora, aby navrh' most pro pěší Saint Alkmund's Way, který bude spojovat centrum města a Kostel Panny Marie. Most je jedním z nejviděnějších veřejných uměleckých děl v Derby. Denně ho vidí asi 1500 chodců a 70 000 motoristů. Stavba byla financována dopravním oddělením města Derby a Ekonomickou společností Derby a Derbyshiru. Konečná cena činila 1 300 000 liber.
Stavba mostu trvala čtrnáct týdnů, ačkoliv v době dokončení, tedy v říjnu 2007, nebyly ještě nainstalovány některé designové doplňky a osvětlení. Nový most je širší než jeho předchůdce a je uzpůsoben pro chodce i cyklisty. Saint Alkmund's Way Footbridge je v souladu s designem blízkého mostu Cathedral Green Footbridge, který se také inspiroval budovou bývalé přádelny hedvábí.